# マンサード屋根
マンサード屋根（マンサードやね、英: Mansard roof）とは、屋根の形態の一種である。

## 概要
17世紀のフランスの建築家フランソワ・マンサールが考案したとされる屋根で、寄棟屋根の、外側の4方向に向けて2段階に勾配がきつくなる外側四面寄棟二段勾配屋根である。天井高を大きくとったり、屋根裏部屋を設置したりするのに適している。マンサード様式などとも呼称される。

## ギャンブレル屋根との違い

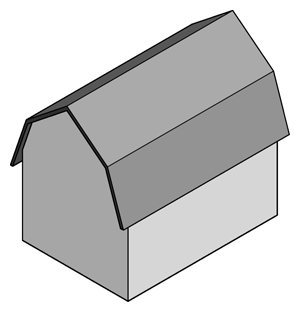
ギャンブレル屋根

マンサード屋根は「腰折屋根」とも訳されるが、腰折屋根は切妻のギャンブレル屋根である。混同されるケースが多い。

## マンサード屋根を採り入れた建築物
- 秩父鉄道親鼻（おやはな）駅舎 - 屋根の下はハーフティンバー様式。画像付き解説HP
- 旧樺太東線豊原駅舎 - 旧神社通り（現カムニスチーチェスキー大通り）正面突き当りに立地していた当時の駅舎。1980年代に近隣（南方向）移転し、旧南六丁目通り（現カールラ・マールクサ通り）正面突き当りとなった「ユジノサハリンスク駅舎（二代目）」および（表面デザインのみ大改修した）同駅舎三代目では採用されていない。画像付き解説HP